# Teoria g
O fator g é um construto desenvolvido em investigações psicométricas de habilidades cognitivas e inteligência humana . É uma variável que resume correlações positivas entre diferentes tarefas cognitivas, refletindo o fato de que o desempenho de um indivíduo em um tipo de tarefa cognitiva tende a ser comparável ao desempenho dessa pessoa em outros tipos de tarefas cognitivas .
Em 1904, Charles Spearman publicou os resultados de suas pesquisas em que construiu matrizes de correlações para verificar o quão semelhantes eram as habilidades medidas pelos diferentes itens que constituem um teste destinado a medir a inteligência. Ele constatou que muitas vezes há apenas um fator que responde por mais de 70% da variância de dezenas ou até centenas de itens diferentes. Num teste com 50 itens, há 50 fatores (um para cada item) sendo medidos, porém esses fatores estão presentes em diferentes proporções, e geralmente poucos fatores principais explicam quase a totalidade do que é medido pelo teste. O fator g é o fator principal, isto é, aquele que explica a maior parte da variância total dos itens. A partir deste fato, propôs sua teoria de que existe um fator geral g que explica mais de 50% (e em alguns casos mais de 70% ou até 80%) da totalidade da inteligência. É uma teoria amplamente respaldada por mais de 1500 experimentos realizados nos últimos 100 anos, sempre confirmando que um só fator explica uma fração muito grande da totalidade do que o teste propõe medir.
Mais tarde, em 1938, Thurstone propôs que além do fator geral g, pode-se também medir o quanto outros fatores específicos (ou secundários) explicam da totalidade da inteligência. Foi um passo importante para o desenvolvimento da Análise Fatorial e Análise de Conglomerados, que atualmente é utilizada para muitas diferentes finalidades, inclusive para taxonomia de animais, vegetais e minerais, para localização de assassinos seriais, para mapeamentos de densidade de probabilidades de localização de minerais subterrâneos, para prognósticos no mercado de ações, etc.
Trata-se, portanto, de teorias científicas e fartamente documentadas por experimentos reprodutíveis, ao contrário de outras teorias sobre a mente, como as de Goleman e Freud, que alguns consideram "esotéricas". Convém deixar claro que o fato de as teorias de Goleman e Freud não serem científicias (na acepção de Popper), não significa que estejam erradas nem que tenham menos valor. Significa apenas que não são passíveis de verificação e falseamento, que são os critérios propostos por Popper para classificar uma teoria como sendo científica ou não. A não-cientificidade é sinônimo de ausência de corroboração empírica, o que torna uma teoria "suspeita", mas não necessariamente "errada". Veja mais detalhes em "Metodologia Científica", em "Karl Popper", em "Placebo" e em "Imre Lakatos".